# Cyphocharax multilineatus
Cyphocharax multilineatus es una especie de peces de la familia Curimatidae en el orden de los Characiformes.

## Morfología
Los machos pueden llegar alcanzar los 10,9 cm de longitud total.

## Hábitat
Vive en zonas de clima tropical entre 23 °C - 27 °C de temperatura.

## Distribución geográfica
Se encuentran en Sudamérica: río Negro en Brasil y Venezuela, y río Orinoco en Venezuela.